# Fortifikationen
Fortifikationen var föregångare till ingenjörtrupperna, signaltrupperna och fortifikationskåren inom armén. Idag är huvuddelen organiserad och mer känt som Fortifikationsverket.

## Historik
Sedan lång tid har inom militären särskilda fältingenjörer eller byggmästare anställts för att bygga och underhålla befästningar, först 1635 bildas dock Fortifikationsstaten. Från 1579 lydde militäringenjörerna under generalkvartermästaren, och från 1613 fanns åtta konduktörer att ha översyn över fortifikationsarbetet. Vid denna tid lydde dock fortifikationstrupperna under artilleriet. Först 1634 blev Olof Örnehufvud generalkvartermästare över Fortifikationen, först som underställd generalen av artilleriet men från 1641 som en självständig enhet. En Fortifikationsordning antogs 1653 och förbättrades 1658, 1666 och 1695. 1721 indelades fortifikationen i fem brigader: en för Stockholms, Södermanlands och Östergötlands län; en för Småland, Blekinge och Gotland; en för Skåne och Halland; en för Göteborgs och Bohus län samt en för Finland. Senare inrättades en sjätte brigad för Pommern. En professorsbefattning inrättades 1764 för att meddela undervisning i fortifikation. Under stor del av 1700-talet kom befästningarna i Finland, Skåne och Karlsvärds fästning att överföras till de lokala militärbefälhavarna, och Fortifikationens betydelse var begränsad. 1778 minskade de svenska brigaderna i antal från fyra till tre och 1798 upphörde brigadindelningen helt. I stället organiserades Fortifikationen i en ordinarie stat om stab samt kompani-, informations- och civilstater, samt en extraordinarie stat som i mån av avgång avsågs att dras in. År 1806 skiljdes fältmätningsdetaljen och chefstiteln byttes från generalkvartermästare och direktör till chef för Fortifikationen.
År 1811 återfördes fältmätningskåren till Fortifikationen som nu bytte namn till Ingenjörkåren. Den organiserades i en fältmätningsbrigad, en fortifikationsbrigad, en informationsstat samt en civilstat. 1831 överfördes Fältmätningsbrigaden till Generalstaben och Ingenjörkåren bytte namn till Fortfikationskåren. Redan 1832 återfick den dock sitt gamla namn. Chefstiteln blev general af Fortifikationen och chef för Ingenjörkåren. Några ingenjörstrupper hade tidigare inte tillhört Fortfikationen, med undantag för den del pionjärkompanier som satts upp för att kort därefter upplösas, men 1855 sattes ett sappörkompani upp, 1864 ett andra och 1867 ett tredje vilka nu tillsammans kom att kallas Pontonjärbataljonen. 1871 började ett signalfältkompani att sättas upp och 1873 en sappörbataljon om tre kompanier. 1867 återfick Ingenjörkåren sitt gamla namn, Fortifikationen. 
Vid omorganisationen av armén 1892 utökades Fortifikationen betydligt, och genom 1901 års härordning ytterligare genom tillförande av en rad nya ingenjörsförband.

### 1908
Kungl. Fortifikationen bestod 1908 av fortifikationsstaben och ingenjörtrupperna samt lydde under en chef (upptagen å generalitetets stat), som även var chef för fortifikationsdepartementet i arméförvaltningen. Fortifikationsstaben, som bestod av de icke vid ingenjörtrupperna anställda officerarna (och underofficerarna) av fortifikationen, hade till uppgift att biträda chefen för fortifikationen i alla till hans verksamhet hörande frågor; en del af personalen tjänstgjorde i fortifikationsstaber på fästningarna och som fortifikationsofficerare vid arméfördelningsstaberna, medan återstoden bildade fortifikationsstabens huvudstation. – Ingenjörtrupperna räknade 4 kårer med tillsammans 14 kompanier. Vid genomförd härordning skola Svea och Göta, ingenjörkårer vara indelade vardera i tre fältingenjör-, ett fästningsingenjör- och ett parkkompani, fälttelegrafkåren i två fälttelegrafkompanier och Bodens ingenjörkår i fyra fästningsingenjörkompanier. 

### Viktigare årtal
- 1635 bildas Fortifikationen.
- 1762 (fyra 1778); Ingenjörkåren (bestående av Fortifikationsbrigaden och Fältmätningsbrigaden)

- 1811 slogs Fortifikationen och fältmätningskåren samman till Ingenjörkåren (Pontonjärträngen tilldelad ingenjörkåren)
- 1816 (Fältmätningsbrigaden, under namn av topografiska kåren, utbruten ur ingenjörkåren 1831) det första sappörkompaniet.
- 1855 Pontonjärbataljonen bildas.
- 1867 ändrades namnet tillbaka till Fortifikationen samt ett fältsignalkompani bildas.
- 1870 Sappörbataljonen bildas.
- 1893 Pontonjärbataljonen erhåller namnet Svea ingenjörbataljon (1902 Svea ingenjörkår)
- 1893 Sappörbataljonen erhåller namnet Göta ingenjörbataljon (1902 "Göta ingenjörkår)
- 1902 Fälttelegrafkåren (f. d. fältsignalkompaniet) och Bodens ingenjörkår bildas.
- 1937 delades Fortifikationen genom försvarsbeslutet 1936 upp i ingenjörtrupperna, signaltrupperna och Fortifikationskåren.

## Chefer
- 1634–1644 Olof Örnehufvud
- 1644–1674 Johan Wärnschiöldh
- 1674 Jacob Staël von Holstein
- 1674-1703 Erik Dahlbergh
- 1703–1705 Carl Magnus Stuart
- 1706–1719 Magnus Palmqvist
- 1719–1739 Axel Löwen
- 1739–1741 Lorentz Kristoffer Stobée
- 1741–1757 Gabriel Cronstedt
- 1757–1762 Fabian Casimir Wrede (tillförordnad)
- 1762–1769 Johan Bernhard Virgin
- 1769–1773 Alexander Michael von Strussenfelt
- 1773–1784 Axel Magnus von Arbin
- 1784–1791 Johan von Hermansson
- 1791–1809 Nils Mannerskantz
- 1809–1811 Nils Cedergren
- 1811–1812 Gustaf Wilhelm af Tibell
- 1812–1837 Bengt Franc-Sparre
- 1837–1839 Georg Henrik af Melin
- 1839–1847 Johan Lefrén
- 1847–1858 Carl Fredrik Meijer
- 1858–1868 Johan af Kleen
- 1868–1891 Abraham Leijonhufvud
- 1891–1903 Hampus Elliot
- 1903–1910 Alarik Bergman
- 1910–1915 Ludvig Munthe
- 1915–1923 Axel Odelstierna
- 1923–1934 Henri de Champs
- 1934–1941 Ove Sylvan (från 1937 Fortifikationskåren)
- 1941–1948 Nils Carlquist
- 1948–1956 Kjell Magnell
- 1956–1963 Erik Lidström
- 1963–1967 Allan Edebäck
- 1967–1971 Erik Fahlander
- 1972–1978 Harald Schibbye
- 1978–1983 Bertil Runnberg
- 1983–1990 Sven Karevik

## Namn
| Kungliga Fortifikationen | 1635 | – | 1811 |
| Kungliga Ingenjörkåren   | 1811 | – | 1867 |
| Kungliga Fortifikationen | 1867 | – | 1937 |

## Bilder

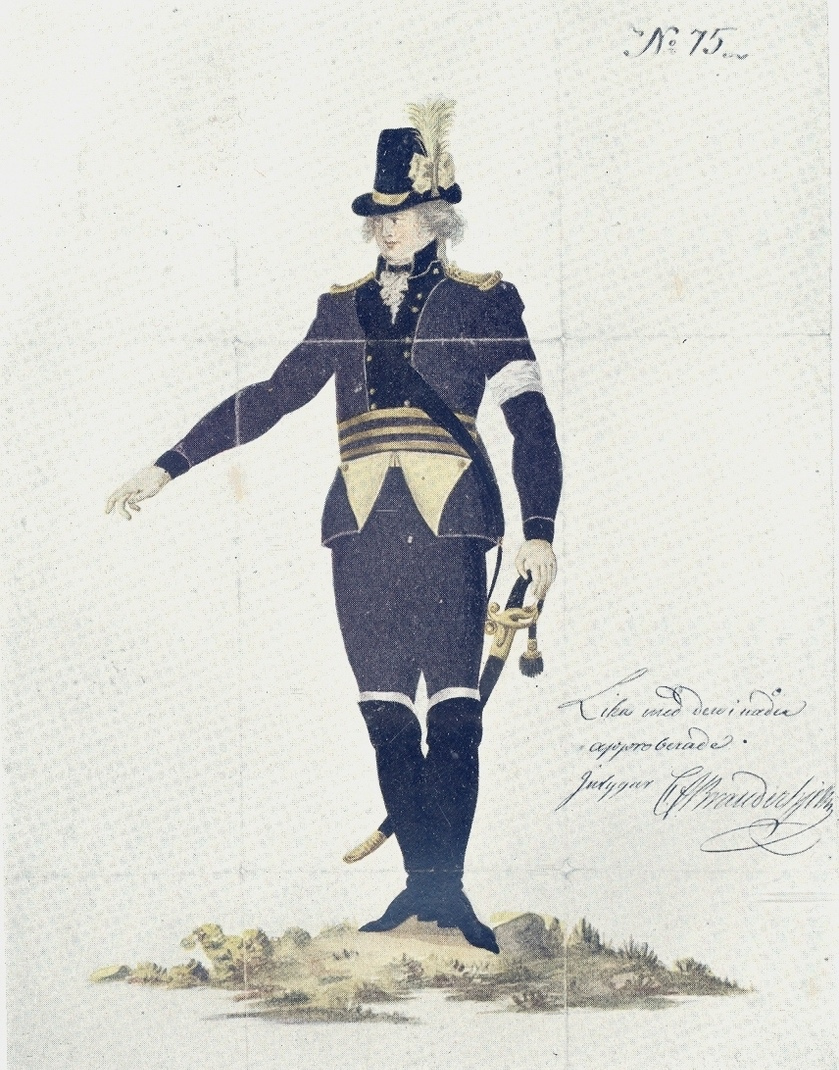
Fortifikationens officersuniform modell 1792
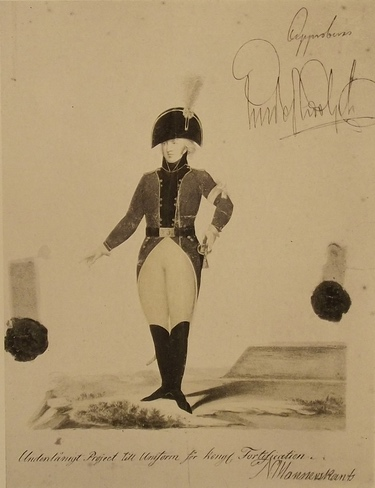
Fortifikationens officersuniform modell 1802
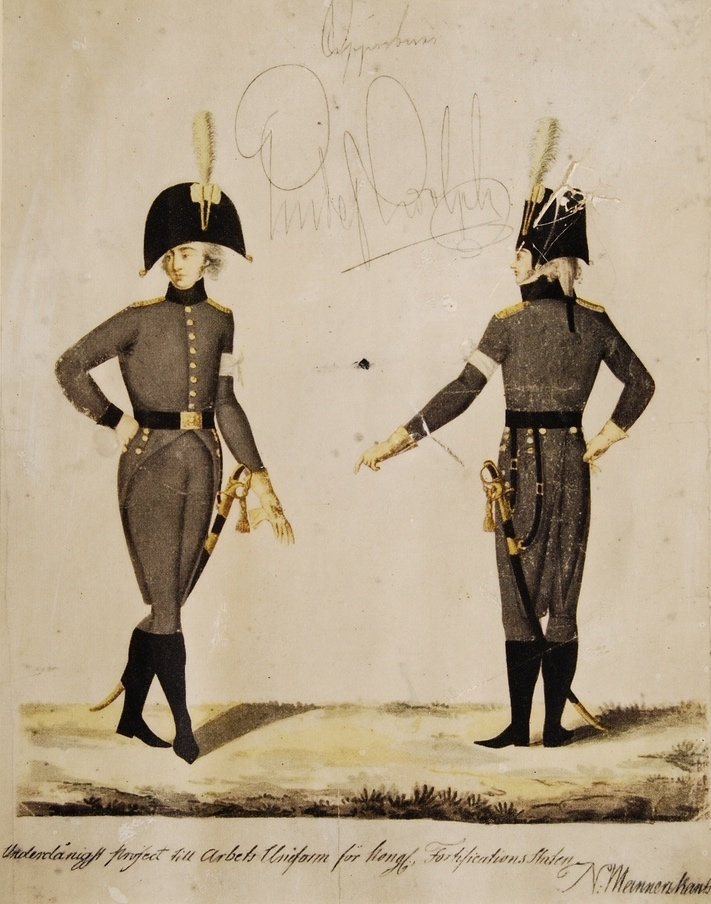
Fortifikationens officersuniform modell 1807
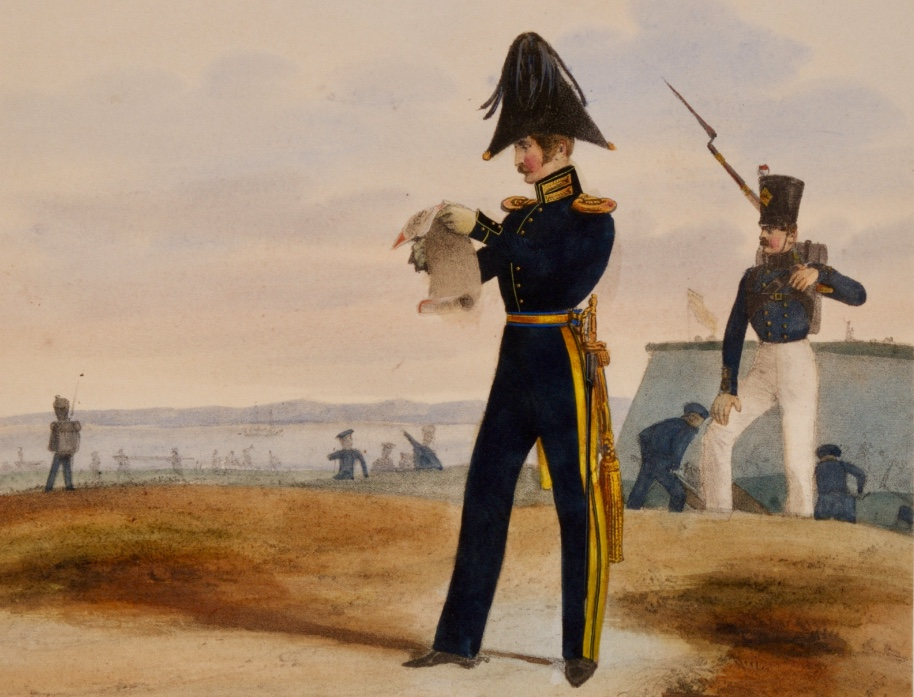
Ingenjörskårens uniformer cirka 1840.
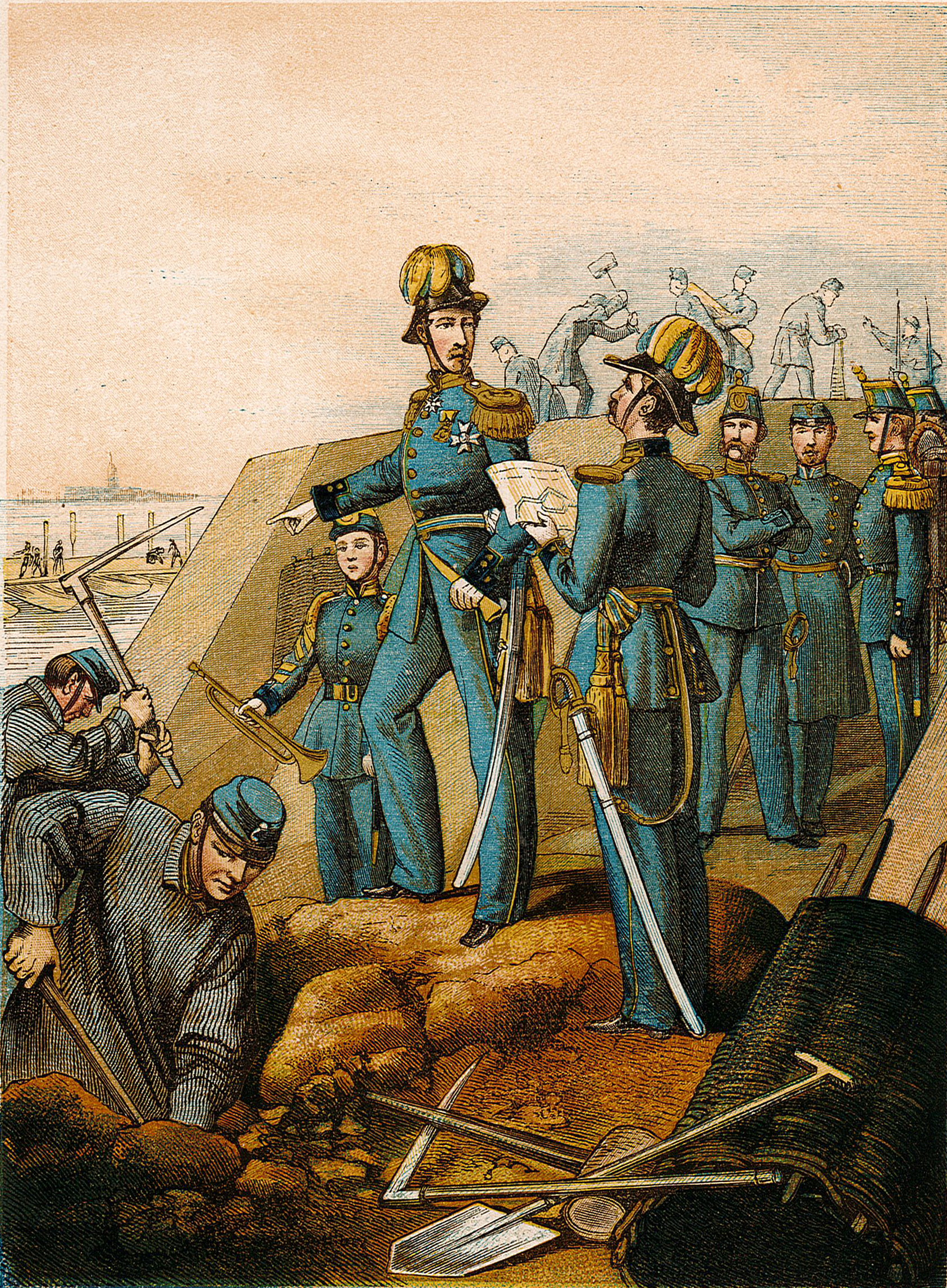
Ingenjörkårens uniformer 1866.